# Erika Eichenberger
Erika Eichenberger (* 1963) ist eine Schweizer Politikerin (Grüne).

## Leben
Erika Eichenberger ist Heilpädagogin und arbeitet als Fachbeauftragte für Schulische Heilpädagogik beim Erziehungsdepartement des Kantons Basel-Stadt. Sie ist Mutter von zwei Söhnen und lebt in Liestal.

## Politik
Erika Eichenberger konnte 2018 nach dem Rücktritt von Marie-Theres Beeler in den Landrat des Kantons Basel-Landschaft nachrücken. Sie ist seit 2018 Mitglied der Volkswirtschafts- und Gesundheitskommission und der Interparlamentarischen Kommission Fachhochschule Nordwestschweiz.
Erika Eichenberger ist Geschäftsleitungsmitglied und Vizepräsidentin der Grünen Baselland und Vorstandsmitglied der Grünen Liestal. Sie ist Vorstandsmitglied des Tagesheimes Liestal und Umgebung.